# Házas Hétvége
A Házas Hétvége (angolul Marriage Encounter) olyan katolikus lelkiségi mozgalom, amely a római katolikus egyház tanítását vallva segítséget kíván nyújtani a házaspároknak, papoknak és szerzeteseknek az egymással és közösségükkel való kapcsolatuk megújításához és elmélyítéséhez.

## Története
A Marriage Encounter szerzője Gabriel Calvo spanyol pap, aki 1952-ben Barcelonában házassági szemináriumot kezdett. A program Dél-Amerikán keresztül az 1970-es években az USA-ba is eljutott, ahol tematikáját és módszereit Charles A. Gallagher jezsuita atya továbbfejlesztette, ami ezáltal mozgalommá vált. Amerikából 1972 pünkösdjén Suenens bíboros és Guido Heyrbaut lelkipásztor révén vette át a Házas Hétvégét Belgium, majd onnan fokozatosan egész Európa. Jelenleg több mint nyolcvan országban van jelen a mozgalom. 1962 óta világszerte több mint 2,5 millió pár, atya vagy szerzetes vett részt a programokon. A protestáns többségű országokban, a maguk módján adaptálták a mozgalom módszereit, és így a katolikus Házas Hétvége közösségével párhuzamosan evangélikus, anglikán, metodista stb. Hétvége is működik.
A Házas Hétvége európai szervezetének egyik érdekessége, hogy a nemzeti közösségek területi határai nem követik mindenütt az államhatárokat, inkább a nyelvi, vagy nemzeti hovatartozás szerint tagozódnak. Így pl. Anglia és Írország két nemzeti közösséget alkot, Belgiumban szintén két közösség működik, (egy vallon és egy flamand nyelvű), a horvát nemzeti közösség a Horvátországban és Szerbiában élő horvát emberekről gondoskodik, a magyar nemzeti közösség pedig összefogja a Kárpát medencében élő magyarságot.
Magyarországon 1983-ban tartottak először Házas Hétvégét NDK-beli, majd osztrák házaspárok és papok közvetítésével. Először német nyelven, majd 1986. május 30. óta már magyarul folynak a hétvégék. Innen a Vajdaságba, Kárpátaljára, Szlovákiába, majd 1998-ban Erdélybe terjedt tovább a mozgalom. A Házas Hétvége egész Magyarországon és a határain kívüli magyarlakta területeken 30 régióba szervezetten működik. Több, mint 6000 házaspár és 400 pap vagy szerzetes vett részt programjaikon, akiknek harmada azután bekapcsolódott a mozgalom életébe. A Házas Hétvége vezetőségét egy pap és egy házaspár alkotja, akiket 3 évenként választanak. Ők tartják a kapcsolatot a többi európai országban működő házashétvégés felelősökkel.

## Tevékenysége
A Házas Hétvége célja utat mutatni a házaspárok, a papok és szerzetesek számára, hogy meg tudják újítani és el tudják mélyíteni kapcsolatukat egymással, illetve közösségükkel.
Az ún. Első Hétvége péntek este kezdődő, vasárnap délután szentmisével záruló összefüggő program, ezért nem lehet később csatlakozni vagy csupán egy részén részt venni. A részvételhez elengedhetetlen a mozgalomban aktív házaspár vagy pap ajánlása. Elengedhetetlen az is, hogy férj és feleség közös elhatározással, végig együtt legyenek jelen. A Hétvégét három házaspár és egy pap együtt vezeti, akik saját életpéldáikat osztják meg a résztvevőkkel, majd egy-két kérdés alapján a részt vevő párok külön szobábban nyugodtan megbeszélhetik, ami az ő kapcsolatukat érinti. Lelkigyakorlatos házak, katolikus iskolák adnak otthont egy-egy nagyobb összejövetelnek. A program ideje alatt étkezésről, szállásról gondoskodnak, de gyerekek felügyeletét a helyszínen nem tudják biztosítani. Ha házaspárok, papok vagy szerzetesek igénylik, lehetőséget kínálnak számukra, hogy lakóhelyükhöz közel havi rendszerességgel egy este hasonló programban folytassák és elmélyítsék, amit az Első Hétvégén megéltek. Minden egyes alkalom elején arról döntenek, mi legyen az a mindannyiukat érintő téma, amit körüljárnak, de mindenképpen arra szorítkoznak, hogy egy megélt helyzettel kapcsolatos személyes benyomásaikat, érzéseiket osszák meg egymással. Katolikus papok és szerzetesek aktív részvételével – egyházi elöljáróik hozzájárulásával – folynak a Hétvégék és az azt követő csoportos találkozók, de nyitottak a vegyes vallású vagy nem katolikus házaspárok részvételére is. Evangélikus vagy református lelkészpárok is vettek már részt a Hétvégén.
További programok:
- Jegyes Hétvége: olyan intenzív hétvégi program, ami a jegyesek kapcsolatának elmélyítését segíti. Jegyes Hétvégét ősszel és tavasszal Budapesten, Szegeden, valamint a Székelyföldön szoktak tartani.
- Döntés Hétvége: A „Tied a döntés” hétvége eredeti neve „Choice” hétvége. 2007 februárjában belga-flamand fiatalok és felnőttek hozták Magyarországra. 2007 novemberében tartották meg az első magyar nyelvű hétvégét. Ez a 20–30 éves egyedülálló fiatalok számára meghirdetett hétvégi program inkább az önismeretre és a társas kapcsolatra koncentrál. Fiatalok osztják meg tapasztalataikat, 1 atya és 2 házaspár koordinálja az összejövetelt. A hétvége programja előadásokból, beszélgetésekből, játékokból áll egy előre meghatározott időbeosztás alapján. A hétvégére felekezettől függetlenül lehet jelentkezni.

A MÉCS Családközösségek ún. MÉCS Napok lelkigyakorlatos programja Gabriel Calvo atya eredeti programsorozatát (F.I.R.E.S. - Families /család/ – Intercommunication /párbeszéd/ – Relationships /kapcsolat/ – Experiences /élmények/ – Services /szolgálat/) nyújtja a magyar családoknak.